# طواف لوار وشير 2022
طواف لوار وشير 2022 هو سباق دراجات هوائية، وهو الموسم الحادي والستين من طواف لوار وشير ‏، وأقيم خلال الفترة من 13 أبريل 2022، وحتى 17 أبريل 2022.
فاز بالمركز الأول Michael Kukrle ‏، وبالمركز الثاني Jeppe Aaskov Pallesen ‏، وبالمركز الثالث Valentin Retailleau ‏.

## المراحل
| قائمة المراحل | قائمة المراحل | قائمة المراحل                               | قائمة المراحل | قائمة المراحل | قائمة المراحل          | قائمة المراحل   |
| المرحلة       | التاريخ       | الدورة                                      |               | المسافة (كم)  | الفائز بالمرحلة        | القائد العام    |
| ------------- | ------------- | ------------------------------------------- | ------------- | ------------- | ---------------------- | --------------- |
| مرحلة 1       | 13 أبريل      | بلوا – Fontaines-en-Sologne ‏                | مرحلة مستوية  | 147           | Daniel Babor ‏          | Daniel Babor ‏   |
| مرحلة 2       | 14 أبريل      | Le Controis-en-Sologne ‏ – فاليرس ليه غراندس | مرحلة مستوية  | 197٫5         | أندرياس ستوكبرو        | أندرياس ستوكبرو |
| مرحلة 3       | 15 أبريل      | Cloyes-les-Trois-Rivières ‏ – فوندوم         | مرحلة جبلية   | 213           | Jeppe Aaskov Pallesen ‏ | Michael Kukrle ‏ |

## النتيجة

### مرحلة 1
هي مرحلة بسيطة، أقيمت في 13 أبريل 2022، وامتدّت لمسافة 147 كيلومتر. فاز بالمرحلة Daniel Babor ‏، وكان متصدر الترتيب العام في نهاية المرحلة Daniel Babor ‏.

### مرحلة 2
هي مرحلة بسيطة، أقيمت في 14 أبريل 2022، وامتدّت لمسافة 197.5 كيلومتر. فاز بالمرحلة أندرياس ستوكبرو، وكان متصدر الترتيب العام في نهاية المرحلة أندرياس ستوكبرو.

### مرحلة 3
هي مرحلة جبلية، أقيمت في 15 أبريل 2022، وامتدّت لمسافة 213 كيلومتر. فاز بالمرحلة Jeppe Aaskov Pallesen ‏، وكان متصدر الترتيب العام في نهاية المرحلة Michael Kukrle ‏.

## الفائزون
| الترتيب | الفائز                 |
| ------- | ---------------------- |
| الفائز  | Michael Kukrle ‏        |
| الثاني  | Jeppe Aaskov Pallesen ‏ |
| الثالث  | Valentin Retailleau ‏   |

## وصلات خارجية
- الموقع الرسمي
- لمحة عن سباق طواف لوار وشير 2022 على موقع  ProCyclingStats   (برو  سايكلنج  ستاتس) - إحصاءات  محترفي  الدراجات.
- طواف لوار وشير 2022 على موقع إحصائيات الدراجات الإحترافية (الإنجليزية)